# Tomba de Talpiot
La Tomba de Talpiot és la tomba on, segons els seus descobridors, foren enterrades les restes d'un Jesús fill de Josep. Va ser descoberta el 28 de març de 1980 a Talpiot, Jerusalem. Des de llavors s'ha investigat cada una de les deu Osseres, la tomba i el terreny on està ubicada.

## Noms en les Osseres
A la tomba de Talpiot es van trobar 9 osseres de pedra, en 6 d'elles apareixen tallats o ratllats amb un punxó o un altre objecte punxant els següents noms escrits en un lateral.
- Yehshúah Bar Yoshef (Jesús, Fill de Josep)
- Mariamne i Marah (Mariane, la "Mestra")
- Yehudah Bar Yehshúah (Judes, Fill de Jesús)
- Yosho (Josep)
- Mariah (Maria)
- Matthiyah (Mateu)

L'agrupament d'aquests noms coincideix sorprenentment amb la família de Jesús de Natzaret.